# Lachnaia pseudobarathraea
Lachnaia pseudobarathraea is een keversoort uit de familie bladkevers (Chrysomelidae). De wetenschappelijke naam van de soort werd in 1898 gepubliceerd door K. Daniel & J. Daniel.